# Arno Frisch
Arno Frisch (* 13. November 1975 in Wien) ist ein österreichischer Filmschauspieler.

## Leben
Für den Film entdeckt wurde Arno Frisch von dem österreichischen Regisseur Michael Haneke. Gleich in seinen beiden ersten Filmen spielte er – jeweils unter der Regie Hanekes – eine der Hauptrollen, Benny in Benny’s Video und Paul an der Seite von Frank Giering, Susanne Lothar und Ulrich Mühe in dem Psychothriller Funny Games. Elf Jahre nach Funny Games war Arno Frisch erneut in einem Spielfilm an der Seite von Susanne Lothar zu sehen: Die Österreichische Methode kam im März 2008 in die Kinos.

## Filmografie
- 1992: Benny’s Video – Regie: Michael Haneke
- 1997: Funny Games – Regie: Michael Haneke
- 1997: Blutrausch – Regie: Thomas Roth
- 1998: Sentimental Education – Regie: C.S. Leigh
- 1998: Angel Express – Regie: RP Kahl
- 2001: Julias Geist – Regie: Bettina Wilhelm
- 2002: Der Wald (Kurzfilm) – Regie: Martin Semlitsch
- 2002: 99 Euro Films – Segment Ein Mann boxt sich durch
- 2002: Seventeen (Kurzfilm) – Regie: Pia Marais
- 2002: Baden-Baden (Kurzfilm) – Regie: Sebastian Ko
- 2004: Ars Moriendi (Kurzfilm) – Regie: Oleg Assadulin
- 2005: Blackout Journey – Regie: Siegfried Kamml
- 2005: Your Name Is Justine – Regie: Franco de Pena
- 2006: Die Österreichische Methode – Regie: Peter Bösenberg
- 2008: Falco – Verdammt, wir leben noch! – Regie: Thomas Roth
- 2009: Long Distance Call – Regie: Grzegorz Muskala
- 2010: Bedways – Regie: RP Kahl
- 2017: Life Guidance – Regie: Ruth Mader
- 2019: Prélude
- 2024: Die Ermittlung

### Fernsehen
- 1998: Die Neue – Eine Frau mit Kaliber – Episode Stille Nacht, tödliche Nacht
- 2001: Die Kommissarin – Episode Todeskuriere
- 2005: Tatort – Die schlafende Schöne (Fernsehreihe)
- 2006: Bis in den Tod (TV-Serie) – Regie: Bernhard Semmelrock
- 2015: Tatort – Deckname Kidon
- 2015: Die Verwandlung – Regie: Igor Plischke
- 2019/20: Babylon Berlin – Regie: Tom Tykwer, Achim von Borries, Hendrik Handloegten